# Humboldt (Saskatchewan)
Humboldt es una ciudad canadiense situada en la provincia de Saskatchewan.

## Superficie
Humboldt tiene una superficie de 13,3 km².

## Demografía
En 2021, tenía 6033 habitantes, una densidad poblacional de 453,5 hab./km², y 2707 viviendas.